# 羽茂郡
- 令制国一覧 > 北陸道 > 佐渡国 > 羽茂郡
- 日本 > 中部地方 > 新潟県 > 羽茂郡

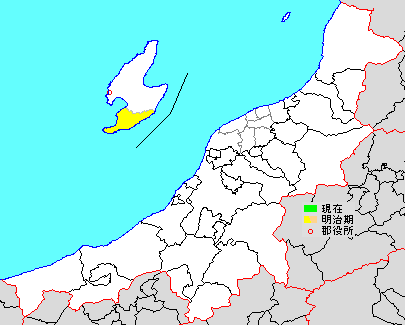
新潟県羽茂郡の範囲

羽茂郡（はもちぐん）は、新潟県（佐渡国）にあった郡。

## 郡域
1878年（明治11年）に行政区画として発足した当時の郡域は、佐渡市のうち下記の区域にあたる。
- 小木・羽茂・赤泊各地区の全域
- 畑野地区の一部（松ヶ崎、多田、浜河内、丸山）
- 真野地区の一部（豊田、滝脇、背合、大須、静平、下黒山、大小、大倉谷、田切須、西三川、椿尾）

## 歴史
養老5年（721年）、佐渡国唯一の郡であった雑太郡より分けて加茂郡とともに新たに設置された。

### 近代以降の沿革
- 「旧高旧領取調帳」に記載されている明治初年時点に存在した村は以下の通り。●の各村には寺社領が存在。幕府領は全域が佐渡奉行の管轄。（1町61村）

| 知行   | 知行   | 村数    | 村名 |
| ------ | ------ | ------- | --- |
| 幕府領 | 幕府領 | 1町60村 | 豊田村、滝脇村、背合村、大須村、笹川拾八枚村、小立村、大立村、●倉谷村、●西三川村、田切須村、高崎村、●椿尾村、●小泊村、亀脇村、堂釜村、●井坪村、●大浦村、池野平村、金田新田、木流村、田野浦村、江積村、白木村、沢崎村、深浦村、犬神平村、強清水村、宿根木村、小木町、小木村、木野浦村、●村山村、上山田村、下黒山村、下川茂村、滝平村、大崎村、飯岡村、●羽茂本郷、●西方村、●清士岡村、●大石村、大泊村、野崎村、赤岩村、大杉村、杉野浦村、新保村、柳沢村、真浦村、赤泊村、徳和村、上川茂村、外山村、腰細村、山田村、莚場村、丸山村、河内村、多田村、松ヶ崎村 |
| その他 | 寺社領 | 1村     | 小比叡村 |

- 慶応4年
  - 4月15日（1868年5月7日） - 佐渡裁判所の管轄となる。
  - 9月2日（1868年10月17日） - 佐渡県（第1次）の管轄となる。
- 明治元年
  - 11月5日（1868年12月18日） - 新潟府の管轄となる。
- 明治2年
  - 2月22日（1869年4月3日） - 越後府の管轄となる。
  - 7月20日（1869年8月27日） - 佐渡県（第2次）の管轄となる。
- 明治4年11月20日（1871年12月31日） - 第1次府県統合により佐渡県（第2次）が相川県に改称。
- 明治9年（1876年）（1町62村）
  - 4月18日 - 第2次府県統合により新潟県の管轄となる。
  - 滝平村の一部（新入高野の集落）から静平村が起立。
- 明治10年（1877年） - 下記の村の統合が行われる。（1町54村）
  - 大須村・小立村が合併して大小村となる。
  - 大立村・倉谷村が合併して大倉谷村となる。
  - 西方村・清士岡村が合併して大橋村となる。
  - 大泊村・野崎村・赤岩村が合併して三瀬村となる。
  - 腰細村・山田村が合併して三川村となる。
  - 笹川拾八枚村・高崎村が西三川村に合併。
  - 池野平村が大浦村に合併。
  - 白木村が沢崎村に合併。
  - 小木村の一部（村組琴浦。小藤田とも称する）から琴浦村が起立。
- 明治12年（1879年）4月9日 - 郡区町村編制法の新潟県での施行により行政区画としての羽茂郡が発足。「雑太加茂羽茂郡役所」が雑太郡相川町に設置され、雑太郡・加茂郡とともに管轄。

### 町村制以降の沿革
- 明治22年（1889年）4月1日 - 町村制の施行により以下の町村が発足。全域が現・佐渡市。（1町13村）
  - 恋ヶ浦村 ← 豊田村、背合村、滝脇村
  - 小布勢村 ← 大小村、大倉谷村、田切須村、西三川村
  - 亀ノ脊村 ← 小泊村、椿尾村、亀脇村、村山村
  - 岬村 ← 田野浦村、江積村、沢崎村、深浦村、犬神平村、強清水村、宿根木村、琴浦村、小木村、金田新田
  - 小木町 ← 小木町、木野浦村、小比叡村、堂釜村、井坪村、大浦村、木流村
  - 羽茂本郷村 ← 羽茂本郷、飯岡村、上山田村
  - 大橋村 ← 大橋村、大石村、三瀬村
  - 千手村 ← 滝平村、大崎村
  - 川茂村 ← 下黒山村、静平村、上川茂村、下川茂村、外山村
  - 真浦村 ← 大杉村、杉野浦村、新保村、柳沢村、真浦村
  - 赤泊村、徳和村（それぞれ単独村制）
  - 三川村 ← 三川村、莚場村
  - 松ヶ崎村 ← 多田村、丸山村、河内村、松ヶ崎村
- 明治29年（1896年）4月1日 - 郡制の施行のため、「雑太加茂羽茂郡役所」の管轄区域をもって佐渡郡が発足。同日羽茂郡廃止。